# South Uist
South Uist (gaèlic escocès: Uibhist a' Deas) és una illa que forma part de la regió de les Western Isles a Escòcia. Segons el cens del 2001 tenia 1.951 habitants. La religió majoritària és la catòlica romana, i la llengua el gaèlic escocès. La capital és Lochboisdale (Lochbaghasdail).